# Lyndia
Lyndia és un gènere monotípic d'arnes de la família Crambidae. Conté només una espècie, Lyndia cannarum, que es troba a Egipte.